# Centrale hydroélectrique sur la rivière Gradac à Degurić
La centrale hydroélectrique sur la rivière Gradac à Degurić (en serbe cyrillique : Мала хидроелектрана на реци Градац ; en serbe latin : Mala hidroelektrana na reci Gradac) se trouve à Degurić, sur le territoire de la Ville de Valjevo et dans le district de Kolubara, en Serbie. Elle est inscrite sur la liste des monuments culturels protégés de la République de Serbie (identifiant no SK 1065),,,.

## Présentation
La centrale sur la rivière Gradac, qui jaillit au pied du mont Povlen, à environ 5 km au sud de Valjevo. Une première centrale, construite à la fin du XIXe siècle, se composait d'un barrage avec un abri et d'un bâtiment abritant une turbine pouvant produire jusqu'à 80 kWh d'électricité. Elle a été remplacée par une nouvelle centrale hydroélectrique, construite en 1902 et 1903. Cette centrale, située à Degurić, a été préservée.
Un étang à truites a été construit à côté, dans la gorge de la rivière Gradac et, à environ 200 m, se trouve la célèbre grotte de Degurić, avec de l'eau de source. 

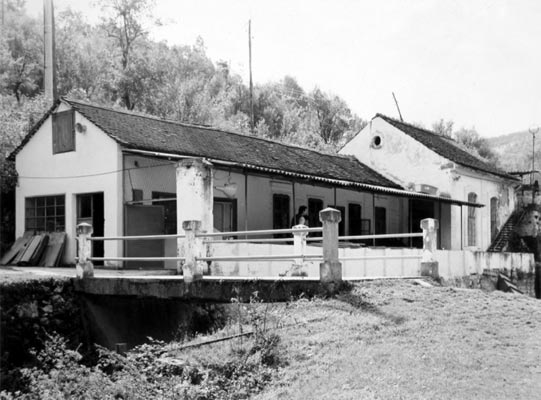
Photographie ancienne de la centrale.